# Sonia Vivas Rivera
Sonia Vivas Rivera (Vall d'Hebron, Barcelona, 25 de maig de 1978) és una política, articulista, activista social, i ex-policia catalana. Víctima d'homofòbia i d'assetjament després d'haver participat en la instrucció del cas Cursach, va haver d'abandonar la seva feina de policia local a Palma el gener del 2019. Número 2 a la llista de Podem, entre el 17 de juny de 2019 i el juny de 2022 fou regidora de família, feminisme i LGTBI de l'Ajuntament de Palma. Vivas va haver de dimitir arran de la polèmica que ocasionà la seva tasca al voltant del tractament que estava fent del Dia Internacional de l'Orgull LGBTIQ+. Associacions com Ben Amics organitzaren diverses mobilitzacions en aquest sentit. També escriu articles a Diario 16.